# Wilhelm Friedrich Schäffer
Wilhelm Friedrich Schäffer (* 10. November 1750 in Grabow; † 4. Januar 1831 in Gotha) war ein deutscher evangelisch-lutherischer Theologe und Geistlicher.

## Leben
Schäffer, Sohn eines Pfarrers, verlor bereits kurz nach seiner Geburt seine Mutter. Die erste Erziehung und Ausbildung erhielt er daher von seinen Schwestern, ging aber bereits sehr jung an das Pädagogium Halle. Nach der Konfirmation wechselte er an die Klosterschule Berge und nach Abschluss dort an die Martin-Luther-Universität Halle-Wittenberg (damals Universität Halle), an der er sich wie seine größeren Brüder auf eine Laufbahn als Geistlicher vorbereiten sollte. Er widmete sich einem Studium der Theologie und Philosophie. 
Schäffer erhielt nach Abschluss des Studiums eine Anstellung in Möckern. Er wurde dort Rektor sowie Pfarrer an der Stadtkirche St. Laurentius. 1777 folgte er einem Ruf als Prediger an die St.-Johannis-Kirche in Magdeburg und wurde dort über die Jahre erster Prediger. In dieser Zeit begann er seine schriftstellerische Tätigkeit, die seinen Namen in Gotha bekannt werden ließ.
Schäffer erhielt dort 1790 auf Vorschlag des Generalsuperintendenten Josias Friedrich Löffler von Herzog Ernst II. einen Ruf als Oberhofprediger und Konsistorialrat. Das zunächst gute Verhältnis zu Löffler verschlechterte sich durch diverse Meinungsverschiedenheiten mit der Zeit. Diese Meinungsverschiedenheiten setzten sich nach entsprechenden Äußerungen bei der Einführung des Nachfolgers von Löffler, Karl Gottlieb Bretschneider, auch mit diesem fort, was unter anderen zu gegenseitigen Flugblattaktionen führte.

## Publikationen (Auswahl)
Schäffer war von 1787 bis 1806 Mitarbeiter an der Rezensionszeitschrift Allgemeine deutsche Bibliothek sowie an deren Fortsetzung Neue allgemeine deutsche Bibliothek.
- Passionspredigten, nebst einer Auferstehungspredigt. 1784.
- Ueber Katholicismus, Vernunftreligion und vernünftiges Christenthum. 2 Bände, 1788–1789.
- Versuch, den Streit über Katholicismus und Proselytenmacherei beizulegen. 2 Bände, 1789–1790.
- Inconsequenzen und auffallende Widersprüche in der Kantischen Philosophie, besonders in der Kritik der reinen Vernunft. 1792.
- Ueber des Herrn Professors Fichte Appellation an das Publikum, die Ihm beigemessenen atheistischen Grundsätze betreffend. 1799.
- Apologie des Eides. Ein Seitenstück zu der Härter’schen Schrift: Ueber die Abschaffung aller Eidschwüre vor Gericht. 1809.
- Neue Untersuchung über das Erlösungswerk Jesu und insonderheit über die Lehre von einer stellvertretenden Genugthuung und von der Erbsünde. 1817.